# GATE 奇幻自衛隊
《GATE 奇幻自衛隊》（日語：ゲート 自衛隊 彼の地にて、斯く戦えり，中文直譯為门：自卫队在彼之地如此战斗）是由日本小说家柳內巧编写的奇幻小说，原為2006至2009年在小說投稿網站《Arcadia》發表的網路小說，2010年改寫後文庫化。續作《GATE第二季：自衛隊在彼之海如此戰鬥》（ゲートSeason2 自衛隊 彼の海にて、斯く戦えり）於2017年7月至2020年11月期間連載，前傳《GATE 0 -zero-：自衛隊在銀座如此戰鬥》（ゲート0 -zero- 自衛隊 銀座にて、斯く戦えり）於2021年12月至2022年8月期間連載。截至2022年8月全系列已售賣了650萬本。
改編漫畫在2024「BookLive!讀者票選」的「讀者票選推薦最佳100部異世界漫畫」的排行榜中，位居少年漫畫·青年漫畫的第37名。

## 劇情簡介
20XX年8月，東京都銀座突然打開了「門（ゲート）」並從中出現了大量的怪物及仿若古羅馬的騎士組成的軍隊，殺死了大量的平民，後稱此事件為「銀座事件」。
在事件發生後的七天，擊敗敵方軍隊並順利攻佔異世界的「門」的日本政府，稱「門」另一邊的幻想世界為「特別地區」（簡稱「特區」），同時為了調查及防止類似「銀座事件」的情況再次發生而派出自衛隊（官方稱「特地派遣」），確保「門」的掌控。
在「銀座事件」活躍的主角伊丹耀司（動機是「這樣下去同人誌販賣會就要中止了！」），在事件後晉升為二等陸尉（相當於中尉），並率領一隻偵察隊深入「特區」，在為了調查遭炎龍毀滅的村子時結識並與三位美少女（魔法使、精靈、亞神）一起行動。
「銀座事件」的當事人要求日本政府向「帝國」討回賠償，但對沒有人權及國際法等概念的帝國交涉十分的困難。這時垂涎「特區」利益的世界各國也開始干涉自衛隊在「門」的另一邊的行動。
「門」的另一邊，自衛官不斷與住在靠近自衛隊的橋頭堡的避難村民交流，日本（地球）的文化在「特區」逐漸傳播開來。

## 登場角色

### 地球

#### 陸上自衛隊特地派遣方面隊
因預定會進行實戰，而減少一般士兵，轉而以士官、軍官階層的自衛官為中心編組部隊。
在本傳故事後期的封門騷動中，因職務上必須回到日本，及希望到日本的人（包括特區原住民在內），也回到日本。而殘留在特區的自衛隊及官僚等人員大約有4600人左右，並盡可能協助『門』的再開啟。

##### 第三偵查隊
特別編組的部隊被派遣到特區，並經過與「帝國」軍、聯合諸王國軍的二次戰爭後，為了與當地住民接觸，而編成的幾支深入偵察部隊之一。隊長為伊丹耀司。
栗林、桑原、黒川等人物形像，是以作者在自衛隊服勤時認識的人為模特兒。
伊丹耀司（聲：諏訪部順一）
本作主角，年齡為33歲，軍階為二等陸尉（中尉），第三偵查隊隊長，後調任「特區」資源調查負責人。在討伐炎龍後，受易北藩國及「帝國」兩國賜與卿的爵位，同時還獲得了「特區」的貴族稱號，奉行的是「人生就是在吃、睡、玩兼掙扎」的享樂主義，自國中以來就是宅男。
在「銀座事件」中，引導人群往皇居避難，指揮陷入混亂的現場警察拯救了數千人而被稱作「二重橋的英雄」。由於這份功績而晉升為二等陸尉。在這之後，成功討伐了以特區的戰力，無論從技術上還是物理上都不可能殺死的炎龍（ドラゴン），做為報酬易北藩國贈與卿的稱號、闇精靈族則以人頭大的鑽石與姚相贈，「特區」各地都有大量的感謝狀及名譽稱號贈送。不過，放棄了本來的任務而前往討伐炎龍的伊丹，將被免除其第三偵查隊隊長的職務。但是，書面上因柳田的努力而將之做為緊急任務來處理，報告上則以正式任務來處理。考慮到伊丹在「特區」的地位的狹間，僅僅處以形式上的免職。因苦惱於政治問題（軍隊通過他國領土）上而對炎龍束手無策的自衛隊，指揮官狹間給予了無視自衛隊規則前往討伐炎龍的伊丹懲罰和獎勵，懲罰為減俸一個月，停職兩周的處分則是變相的獎勵。伊丹利用停職期間與再次前來日本的蕾萊們以及梨紗，一起去見在住院中的母親。
停職處分結束後，駐守在「特區」的自衛隊裡的重要人物和蕾萊們亦開始行動，柳田與新田原參考了伊丹在「特區」的人脈進而設立了新部隊，伊丹就任為「當地合作者與共同資源探索隊」隊長。在本隊設立後，伊丹和蕾萊等人擁有了一定程度上的獨立行動與判斷的權力。
工作態度無法說是懶惰，但絕非是勤勞。經常避開危險或麻煩的事，無論什麼任務總是想打混過去。在取得遊騎兵徽章後，缺乏熱誠的他被送進了特殊作戰群，另外還取得了空降部隊徽章及其他徽章。在特殊作戰群中也持續打混，同時積極的在特殊作戰群中布教，將其宅方面的興趣散佈開來，特殊作戰群的代號既是受此影響（伊丹的代號為Avenger）。服勤於特殊作戰群時將遊騎兵徽章佩戴於胸前，當時的特殊作戰群隊長威脅他「如果有辱遊騎兵徽章就別想在夏季和年末休假」，因為害怕無法參加夏季和冬季的同人誌販售會，從那之後就不再佩帶遊騎兵徽章，及後來取得的空降部隊和其他徽章。
雖然如上述般既是宅男又毫無熱誠，但絕非是無能的自衛官。其看似散漫與逃避責任的行為其實很大程度是少年時期創傷造成的防禦性人格，直覺、觀察及判斷狀況的能力皆十分優秀，急智亦相當出色。另外也是個會為了同伴而打破規則的人。痛毆將被綁架的日本人做為奴隸的索沙爾、為了使杜嘉的精神恢復正常以非常少的人數前往討伐炎龍等，也有如此充滿俠義心腸的一面。因上述的才能伊丹察覺危機與回避危險和逃跑的能力非常驚人，就連特殊作戰群都無法將之捕獲。總是出乎對手意料之外（因為太過於姑息，成效相當好）擅長於心理戰。在特殊作戰群時，無論多麼困難的訓練都有辦法通過，但因為他的性格，而在一般基於規則、規律的自衛官的想像中是耍卑鄙手段的傢伙。唯一訓練成功的地方在於，與一般規律的自衛官不同的他，總是會有超出想像的行動，表現出高於一般自衛官的能力。但是身邊並不了解他的人則給予「這傢伙居然當上了幹部」、「宅男」、「真正的薪水小偷」、「就算被說是反戰自衛官也沒辦法的傢伙」等糟糕的評價。
栗林志乃（聲：内田真禮）
第三偵查隊成員，年齡24歲，女性，軍階為二等陸曹（中士）。擅長格鬥戰（擁有格鬥徽章），有戰鬥狂的一面，格鬥能力亦非常驚人，可以與擁有超人般的戰鬥能力的蘿莉並肩作戰、殺死索沙爾及皇帝的大量護衛的一半、僅憑一把小刀便與特區的怪物級怪異生物戰鬥並取勝，在本作中的武勇場面數不勝數。因為這個緣故喜歡和她同等級的強悍男性，與她約會的地點必定會有道場、健身房等場所，並被她要求「儘管上吧」。
在箱根的溫泉旅館，阻止了想直接泡溫泉的蘿莉，並在她的抵抗下替她洗淨身體。上圍是傲人的92cm巨乳。
身高並不滿自衛隊的最低錄取標準（150cm），用各種方法蒙混過去才得以加入自衛隊。雖然厭惡伊丹的宅興趣但夥伴關係上相當好，憧憬遊騎兵徽章及特殊作戰群。因前述的原因，當知道伊丹不僅持有遊騎兵徽章甚至還曾服勤於特殊作戰群時，彷彿憎恨這個世界般難過（伊丹因上述的理由未佩戴遊騎兵徽章，栗林並不清楚伊丹擁有遊騎兵資格）。
非常希望能夠結婚。曾在酒醉時強硬要求伊丹為他介紹單身的特殊作戰群成員。
得知了索沙爾將日本國民俘虜並迫害其為奴隸時，並在伊丹的准許和菅原浩治的默許下暴打了一頓作為事件主謀的索沙爾。
富田章（聲：安元洋貴）
第三偵查隊成員，27歲→28歲，軍階為二等陸曹，擁有遊騎兵與空降部隊徽章。在個性強烈的第三偵查隊中是擁有一般的規範和常識的自衛官。本故事中，作為伊丹實質的左右手而活躍著。之後要與波賽斯結婚而有身分上的問題時，平娜便以擊退炎龍保護村民的功績，賜與他帝國貴族爵位及卿的稱號。
喜歡波賽斯這類型的女性，隨著故事的發展而兩人也逐漸有所進展，意識到想與她結婚。在服勤地區與女性交往這行為違反了軍規，但懲罰不明。
封門騷動時，做為伊丹的夥伴與其同行，在『門』封閉後則留在「特區」。
封門騷動後，便與波賽斯正式結婚，並生下了長女富田舞。此事在外傳也引起了不小的騷動。
WEB版在終盤的戰鬥中戰死，留下波賽斯與遺腹子，但作者於文庫版刪除富田戰死橋段，在劇情上有不小更動，富田與波賽斯婚後安然生活著。
倉田武雄（聲：石川界人）
第三偵查隊成員，21歲，軍階為三等陸曹（下士），高機動車的駕駛技術相當優秀。從北海道名寄駐屯地召集而到「特區」。另外本人為萌貓耳（喜愛有動物耳朵的女性，但特別喜歡貓耳朵）。和前輩伊丹是宅話題的聊天夥伴。
喜歡佛馬爾家的貓種亞人女僕佩盧西亞。故事的後半段，在戰鬥中接到自衛隊從「特區」全面撤退的命令後，為了幫助佩盧西亞獨自一人脫離戰場。
古田均（聲：濱野大輝）
第三偵查隊成員，軍階為陸士長（上等兵）。前廚師，夢想能開一間自己的店，為了湊集開店資金而加入自衛隊。曾經在有名的餐廳大廚底下學習的經歷，因此其烹飪的料裡是頂級品，在「特區」受到多數人的好評。
在潛入「帝國」的行動中，被不知道他是自衛官的皇太子索沙爾雇用為廚師，而後利用此立場為自衛隊收集情報。在這之間與蒂尤蕾相互了解並交織夢想，但最後這份想法仍舊敵不過蒂尤蕾那沉重的命運而隨著她的死去煙消雲散。
『門』封閉四年後從自衛隊退役，並開了一間自己的小料理店。
桑原惣一郎（聲：山本兼平）
第三偵查隊成員，50歲，軍階為陸曹長（士官長）。偵察隊的副隊長，伊丹不在隊伍中時的領導者。有著長期做為士官及訓練教官的豐富經驗。被倉田稱為「鬼軍曹」。最近孫子出生了。
『門』封閉後從自衛隊退役，再就職於保安公司。
黑川茉莉（聲：明坂聰美）
第三偵查隊成員，23歲，女性，軍階為二等陸曹。擁有護士資格，以救護為主的人員。身高高達190公分。受到「特區」的小孩傾慕著。
故事一開始是位大和撫子般的女性，並以嫻淑的口吻說出一些刻毒的話。與伊丹一起行動一段時間後像是領悟了什麼般，變為會以大和撫子般的優雅嫻淑口吻說出一些不堪入耳的話。因伊丹入院而在自衛隊的中央醫院服務。
『門』封閉四年後於自衛隊病院工作，並就任護士長一職。
仁科哲也（聲：增田俊樹）
第三偵查隊成員，軍階為一等陸曹（上士）→陸曹長。軍階僅次於伊丹、桑原的№3。在漫畫版中會支援伊丹進行文書處理。
雖然已婚，但因妻子是大企業的運營商幹部而有點怕老婆。
『門』封閉後轉調到北海道倶知安駐屯地。
笹川隼人（聲：鳴海崇志）
第三偵查隊成員，軍階為陸士長。興趣是拍照寫真。他所拍攝的寫真被用來介紹「特區」（他與倉田一同拍攝亞人的照片並投稿至「月刊○ー」，但並沒有得到上級許可）。
『門』封閉後從自衛隊退役，接手父親的工作。
勝本航（聲：林大地）
第三偵查隊成員，軍階為三等陸曹，個性有點輕浮。他所發射的鐵拳3式火箭彈破壞了炎龍的手腕，在發射時所說的安全要點（確認後方危險區淨空無人），被當作擊退炎龍的魔法咒語而在「特區」廣泛流傳。
戶津大輔（聲：古川慎）
第三偵察隊成員。
對資金管理有興趣，而後開始擔任阿爾努斯協同生活組合的經濟顧問。
東
第三偵察隊成員。
在接受陸曹課程的晉升考試。

##### 特殊作戰群
Rider的本名在書中未被提及。另外，這些代號是伊丹還隸屬於特殊作戰群時積極布教的成果（來自於Fate/stay night）。
故事中的特殊作戰群在進行作戰或行動時，是以代號來互稱。常駐於帝都「黑街」的自衛隊事務所，是自衛隊位於帝國內部的寶貴戰力。在發現遭綁架的日本人後，自衛隊為報復而轟炸「帝國」元老院時，便是由他們在地面進行雷射導引，另在自衛隊二度突襲帝都為傘兵和伊丹開路(確保西門敞開)。
出雲 / Caster
特殊作戰群隊長。對於伊丹在各方面都有著一點怨恨。
劍崎 / Saber
特殊作戰群隊員，軍階為三等陸尉（少尉）。坦率的忠於職務。
的射 / Archer
特殊作戰群隊員。軍階為三等陸尉。有如同代號般高超的狙擊技術。
忍野 / Assassin
特殊作戰群隊員。像是代號一樣一瞬間就能夠殺死帝國兵。
伊丹 / Avenger

特殊作戰群隊員。
Rider
特殊作戰群隊員。
槍田 / Lancer
特殊作戰群隊員。與劍崎一同入侵帝都。
赤井弓人 / Archer
特殊作戰群隊員。在番外篇中登場。
礼文
在外傳『黄昏的龍騎士傳說』登場。 特殊作戰群的軍械官。軍階為一等陸曹。

##### 其他
健軍俊也（聲：小山力也）
第四戰鬥團隊長，軍階為一等陸佐（上校）。第四戰鬥團是由戰鬥直升機所組成的快速反應旅級部隊。
在接收到伊丹的第三偵查隊的支援要求，帶領前往援助受盜賊進攻的伊塔黎卡的直升機部隊。在出動時準備了華格納的「女武神的騎行」的CD，當時狹間心想「他該不會被『基格爾中校』給附身了吧？」，那時健軍本人因無法出動的憤恨也一掃而空。在部隊接近伊塔黎卡後，隨即以揚聲器大聲播放「女武神的飛行」，對盜賊展開毫不留情的攻擊。
見到布爾菲妲時有臉紅，而在之後的作戰行動中，抱著騎士團的布爾菲妲將之救出，單戀他的布爾菲妲在最後以行使武力制服的方式和健軍開始交往。
加茂直樹（聲：武虎）
第一戰鬥團隊長。軍階為一等陸佐。第一戰鬥團是以特科大隊（炮兵營）、戰車小隊（戰車排）、普通科中隊（步兵連）、設施中隊（工兵連）所編成，也是自衛隊在特區的最大戰力。
當第四戰鬥團將出動至伊塔黎卡援助伊丹時，與副官柘植一同向指揮官狹間爭取出動的機會。負責率領救援以資源調査為名目，實則前往討伐炎龍的伊丹一行人的部隊。
神子田（聲：竹本英史）
自航空自衛隊借調，軍階為二等空佐（中校）。駕駛著愛機F-4幽靈II戰鬥機翱翔於天空。
飛行時數超過1000小時，擁有超過一般資深駕駛員的技術。
人物原型參考了新谷薰以幽靈式戰鬥機駕駛為主角的漫畫空中雙響砲(ファントム無頼)的角色神田鐵雄。
久里濱（聲：檜山修之）
自航空自衛隊借調，軍階為二等空佐。神子田的副機師，其管制精密電腦非常知名。太陽眼鏡為其最顯眼的標誌。
人物原型參考了空中雙響砲(ファントム無頼)主角神田的搭檔栗原宏美。
狹間浩一郎（聲：家中宏）
「特區」方面部隊指揮官，軍階為陸將（中將）。東京大學哲學科畢業後，自衛隊中升任為二等陸士，並在這之後不斷努力逐漸升任為陸將。座右銘為「努力向上」。
在發現被綁架的日本人在「帝國」內淪為奴隸後，下令轟炸元老院，也做出了下令部隊援助自行前往討伐炎龍的伊丹這樣大膽的行動。認為伊丹和被規矩束縛的自己不同，在另一種意義上羨慕那種沒幹勁的性格。對不被規矩與常識束縛但從容不迫又富俠義心腸的伊丹，評價為「絕對不能讓他死掉的笨蛋」。另外，也曉得「特區」的關鍵人物對伊丹抱持的好感，理解到不能以一個區區的二尉而是「特區」的重要人物來看待伊丹。
柳田明（聲：遊佐浩二）
「特區」方面部隊幕僚，軍階為二等陸尉。在防衛大學以優秀的成績畢業，日常言行帶有強烈的精英主義，拿程序跟細節刁難人的本事連平娜公主都畏懼三分。出世欲頗高，因此對於自東大畢業，學歷、經歷、實務能力、作為士兵等各個方面都在他之上的狹間陸將抱有忌妒的情感。
在始動篇、炎龍篇中因伊丹連串破天荒的舉動而與他多所互動，常拿特地資源與戰略價值的大道理挑撥伊丹；兩人屬於互看不順眼的關係，柳田更曾對伊丹懶散卻人德充沛感到不能理解而爆怒過，但其實是屬於能良好合作的類型。在伊丹決定隻身討伐炎龍時，為他上下打點費了不少心力，並因自衛隊對炎龍的立場轉變而前往醫院與易北潘主談判，卻也因此湊巧目擊德莉拉刺殺望月紀子的行動，在交戰中身受重傷。傷癒後轉任諜報方面的工作，並指揮向自己效忠贖罪的德莉拉執行特戰任務。
閉門騷動時，負責護送夏莉穿越門，並在最後關頭與德莉拉一起乘上直升機脫離成功。本篇的四年後仍在軍中，似乎時常拜訪古田的店。
江田島 五郎
在外傳『黑神的大祭典篇』登場。為海上自衛隊駐外武官，軍階為二等海佐，在漫畫版附錄中因海自未在特地駐軍所以會在工作場合擺放軍艦模型來彰顯存在，『SEASON 2』中因海自正式進駐，成為主要角色活躍。
新田原（聲：三上哲）
帝都「黑街」事務所的負責人，軍階為三等陸佐（少校）。
檜垣統（聲：綿貫龍之介）
「特區」方面部隊幕僚，軍階為三等陸佐。伊丹的直屬上司。
今津
負責情報收集及相關任務的「二課」課長。軍階為一等陸佐。

#### 政治家、官員
菅原浩治（聲：興津和幸）
外務省官員。為了與帝國交涉而被派遣至「特區」。
因承諾贈送珍珠而獲得夏莉的好感。作為外交官的他雖然公私分明，但見到被作為奴隸對待的紀子後，默認伊丹等人加諸於索沙爾的「懲罰」。見到在政變中被捕捉的夏莉後，為了避免再次見到那時的悲慘情況而幫助夏莉，而在同僚的制止下公開宣稱和未成年的夏莉有婚約，因此擁有日本國的庇護。深知外交的合法性所及之處，是名十分優秀的外交官。
白百合玲子（聲：早水理沙）
本位内閣首相輔佐官→森田内閣特區問題對策副大臣。
在平娜與波賽絲第一次秘密到訪日本時，擔任日本政府代表與之交涉的精英。之後擔任議和使節團代表前往特區。
幸原瑞樹（聲：尤加奈）
在野黨國會議員。為了給現任內閣及執政黨難堪，以炎龍襲擊哥塔村時，避難村民有犧牲者為由，要求伊丹等人做為證人參加國會的聽證會，並多次質問伊丹等人。
北條重則（聲：秋元羊介）
故事開始時，「銀座事件」發生時的日本首相。將『門』的另一邊定義為日本國內未發現、開發的新土地，宣稱『門』的另一邊即便有國家存在，但未締結邦交也就未受日本承認，就是日本的領土。「銀座事件」後政權也轉交給本位。
影射前日本首相小泉純一郎。
本位慎三（聲：樫井笙人）
「銀座事件」後，北條政權下臺後的繼任日本首相。在『門』這前所未有的情況下飄搖的政權。
苦惱於同盟國美國的要求。在伊丹與特區的女孩子們來到日本國會作證時，平娜秘密來到日本的情報也遭到敵國的特務得知而洩漏，而後美國總統迪瑞爾以本位內閣成員的非法行為情報做條件，要求其將「特區」的「貴賓」送到美國，受此壓力而與美國總統迪瑞爾締結此密約。但是最後以內閣總辭職這種葬送政治前途的方式結束此一密約，並在最後將事情託付給信任的嘉納。
影射前日本首相安倍晉三。
森田（聲：掛川裕彥）
在本位辭職後繼任的日本首相。消極主義，對事情不會深思熟慮而使得周圍的人們不安。無法客觀的判斷自己及事物。
最終因中國的謀略，而做出將『門』的管理權出賣給外國的理論，後因嘉納的行動而失勢。
影射前日本首相福田康夫。
嘉納太郎
本位内閣防衛大臣兼「特區」問題對策大臣→森田內閣外務大臣→日本首相。
喜歡看漫畫，擁有「閣下」此一特別的的稱呼。與伊丹是超越世代並相互理解的朋友。對防衛省的武官有著深厚的信賴。為日本的國家利益而使盡全力。
影射現任財務大臣麻生太郎。
長倉
只有名字在故事中出現。封門四年後擔任上任首相的人物。
夏目（聲：野瀬育二）
防衛大臣。在嘉納引退後，成為保守黨的黨主席。嘉納的盟友。
影射現任地方創生大臣石破茂。

#### 公安
駒門英世（聲：桐本琢也）
隸屬於防衛省情報本部。由警視廳公安部調往防衛省，而後再調回公安部。
蘿莉、杜嘉、蕾萊第一次來到日本時擔任他們的護衛，在擔任護衛的期間試著撿起蘿莉的武器而閃到腰。個人相當尊敬伊丹，給予停留在日本的伊丹一行人各種方便。洞察力相當優秀，在看透可疑人物時充分發揮了做為公安培養的能力。

#### 媒體
肥田木
電視台總裁。與森田首相有相當深厚的關係。
中了多蕾・河娜的美人計外還涉足枕營業，森田首相下台時也因和未成年人的性行為的現行犯而遭逮捕。
古村崎 哲朗（聲：佐久田脩）
獨立記者。為了在由廣告廠商和各國主導的媒體裡自由的報導，對特地的一切都以偏頗的觀點報導。學生時代曾參加全共鬥。
雖然前來特地採訪卻缺乏軍事素養，在目擊自衛隊空降部隊待機用的臥姿時竟以為對方是在偷懶。而後在採訪自衛隊掃蕩怪異時，其一再的任性要求也導致護衛的栗林、富田等人身處險境。
不過，在面對菜菜美的質疑時卻也能以坦然的態度回應，並在門的危機被隱瞞時提供她突破情報封鎖的方法，仍算的上是擁有新聞人尊嚴的人物。
栗林 菜菜美（聲：久保由利香）
記者。古村崎的後輩，姐姐是自衛隊的栗林 志乃。
在銀座因蕾萊們發生的騷動中，遇見了姐姐志乃，獨家採訪和報導了志乃的驚人發言。之後，極大的影響了世界和「特區」的命運。而且與望月紀子小姐是夥伴關係，親如姐妹一般。也總是給於紀子許多幫忙。
砂川
攝影師。對於對抗古村崎的栗林菜菜美告誡說「你是從反感轉為反對他吧」。

#### 平民
葵梨紗（聲：南條愛乃）
伊丹的前妻，女性向同人作家，29歲。
對有穩定收入的中學時期的前輩伊丹說出「請你養我吧，做為交換我與你結婚」，伊丹答應後成為了夫婦。而後以「銀座事件」為契機，無法再繼續欺騙自己的她提出了離婚(擔心在銀座的他無法理解自己的心情)。在離婚後兩人還有著普通朋友的關係，本人說比起做為夫婦時，做為朋友關係反而更好。離婚後生活窮困，經常得跟伊丹借錢。
望月紀子（聲：山村響）
被帝國的偵查員綁架後成為索沙爾的奴隸，直到被伊丹救出為止。家人在「銀座事件」中死亡，同時被綁架的戀人則被販賣到礦山當奴隸，並因塌陷意外而死亡。
因蒂尤蕾的策略而差點遭到暗殺，受柳田幫助而逃過一劫。
原本要被護送回日本的，但是日本那邊則報導了她的不實謠言與臆測，而待在『門』世界等待謠言淡化，而現在則用另一個身分，她被囚禁的這段時間精通了許多亞人的語言，而這段日子也學習了眾多國外語言，現在擔任『門』世界的平民翻譯，與栗林的妹妹菜菜美是合作夥伴，而留在特別地區的她遇到了古村崎，對他的負面報導產生反感，而不斷的從這些報導中敘述真正的事實真相，還有讓日本與記者們了解『門』世界這邊的真正事實與真實經歷，而被護送回國的她開設了部落格，把在『門』世界她與亞人跟人類的紀念照上傳到了自己的部落格上，但因為媒體的愚蠢偏見，不怎麼被大家接納，在她放棄的時候受到了菜菜美的幫助下，有了發送了大量特殊地區的相關訊息的機會，尤其是菜菜美的獨家新聞的傳播工作，之後她的部落格也被眾多媒體支持，而從『門』世界關閉的四年到現在，仍然擔任在線播報員與特別地區和眾多媒體的翻譯員，而且大有人氣。
漆畑教授
專精於宇宙生物學的研究。想將杜嘉等「特區」人做為實驗動物的瘋狂科學家。
白位博士
就職於國立天文台的天文學家。
養鳴教授
物理學家。畢業於東大，職業的經歷等也在東大的精英學者。除了是個東大至上主義者外，基本上是個優秀的老學者。
因觀測到空間的扭曲，是最早發現『門』給世界帶來的影響的人。
富田 舞
在外傳『黑神的大祭典篇』登場。富田與波賽斯生下的女兒，受「特區」多數的亞神所祝福。

#### 各國首腦、有關人員
迪瑞爾（聲：星野充昭）
美國總統。在資本主義經濟下，為了獲得「特區」的利益而使了許多手段。
董德愁（聲：楠見尚己）
中華人民共和國主席。為了緩解膨脹的人口與對能源的需求，想送大量的移民進入「特區」。
傑卡諾夫
俄羅斯聯邦總統。擔心「特區」的資源流入世界後會降低本國的發言權。
劉
接受董德愁的命令而行動的特務。率領隱藏在示威人群中的特殊部隊以獨佔或破壞『門』，在看見連繫到其他世界的『門』後引起其興趣，最後被蟲獸殺死做為食物。
鈴芳香
中國的女性特務。雖然沒有正規軍人的戰力，語言能力卻相當優秀。
偽裝成觀光客，並假裝被捲入在劉的命令下暴動的示威人群，藉機潛入特區企圖綁架蕾萊。
多蕾・河娜
十多歲的少女。表面為東亞的超級巨星，實際為美人計的一員。肥田木遭逮捕時受到保護。
詹金斯
中央情報局特別行動科成員。
襲擊住宿在箱根的依丹一行人並試圖綁架特區人們，隨後遭到特殊作戰群的劍崎等人阻攔。而後特殊作戰群雖在美國的政治手段下被撤走，卻被遭到蘿莉一人將他的特殊部隊全數殲滅。

### 特別地區
這個地區的人名，是由該人所信仰的神而改變其中間名。會依照該神的名字來取自己的中間名。

#### 阿爾努斯

##### 自衛隊協助者
杜嘉·露娜·馬爾席（聲：金元壽子）
高等精靈一族的女孩，外表看上去不過只是十幾歲的少女但年齡已經165歲。金髮碧眼，特長為弓箭和豎琴。信奉音樂之神露娜麗尤。
與父親一起在哥塔村附近森林中的精靈村落生活，村落遭炎龍毀滅後，被前來偵察的伊丹一行人拯救。
因父親被炎龍殺死的震驚而精神錯亂，以為父親還活著而做出一些不正常的行為。後被姚告知真相時，為了逃避而將氣質相似的伊丹當作父親(養父)。在討伐炎龍後恢復正常，但仍稱伊丹為父親，且對伊丹有好感。
蕾萊·拉·列娜（聲：東山奈央）
向住在哥塔村的加圖老師學習魔法的15歲少女。獨自理解槍械的原理、也在短時間內學會了日語、開發了利用諾伊曼效應的魔法、掌握了如何駕駛汽車的天才少女。以「特區」15歲為成人的標準而言，已經能夠算是「大人」的女性。
平常總是面無表情且冷靜，對伊丹有好感，且會忌妒接近伊丹的女性，並有潛在的黑暗人格。
擔任翻譯及做為魔法師等，以各種方式成為自衛隊及特區雙方都無法忽視的存在，而且是一位不可或缺的人才。在討伐炎龍的成員中是唯一的「帝國人類」，因此在帝國裡被尊為英雄般崇拜。此外對漢蒂的猜測使她更進一步成為左右日本與「特區」的關鍵人物。
蘿莉·麥丘利（聲：種田梨沙）
死與斷罪與狂氣與戰鬥之神俄摩拉的使徒。敬稱是「聖下」。對伊丹有著好感與興趣，有時還會誘惑他。
外表看上去像是十多歲的女孩但實際年齡為961歲，不老不死且身穿類似哥德蘿莉的神官服，使用需要數個成年人合力才能抬起的斧槍戰鬥（但伊丹能同時抱著蘿莉與斧槍逃跑）。
平時的行為接近普通的女孩，但是非常忠於自己的工作與信念，價值觀與一般人有很大的差異。身為使徒的戰鬥能力非常驚人，能夠跟另一位使徒吉賽兒加上兩頭新生龍匹敵。因為外貌而在日本受到各種誤解，在出席國會作證時的言談、戰鬥時的行為，都表現出身為使徒經歷的長久歲月。因為如此作為使徒很少有與一般人相同的價值觀，但非常為同伴著想，在杜嘉的人格障礙惡化時非常擔心她，亦曾救援因達的大量襲擊而陷入危機的第三偵察隊，與身邊的人們關係相當良好。
在討伐炎龍前與伊丹訂下契約，讓他成為自己的眷屬，從而讓伊丹擁有半不死之身（實際上是自己代替伊丹承受傷害），理由是炎龍戰絕非是尋常的戰鬥，因擔心伊丹而如此。
在久遠的過去有過無數悲傷的體驗，但信仰的神其本質接近「死神」及「戰神」而令她煩惱。也因此，僅剩40年就要昇神的她，被同伴問到要當什麼神時，毫不猶豫便回答「愛之神」，但這回答令除了梨紗外在場的4人（伊丹、杜嘉、蕾萊、姚）有如被石化一般沉默。看見他們沉默的本人只說了「沒聽到嗎？」來掩飾過去。於外傳2補完了選擇當愛之神的初衷。
姚·漢·蒂修 → 姚·蘿·蒂修（聲：日笠陽子）
暗黑精靈一族的女性，外表為30歲左右的豐滿美女，年齡為315歲。
因為被伊丹等人擊退而負傷的炎龍，轉而襲擊暗黑精靈的居住地。不知道前因的姚代表部落前來委託伊丹討伐炎龍。擁有戰士的性格，以「此身」來自稱、用「御身」來稱呼別人，非常獨特的口吻。
本來的男友被好朋友搭上而移情別戀，下個男友則是在結婚前死去，在葬禮上想接近她的男性則是因意外而死亡。自認且公認的不幸，特別是在男人方面。
在知曉漢蒂的使徒吉賽兒令應該處於休眠期的炎龍給強制甦醒後，從信仰漢蒂改為信仰蘿莉，因此也改名為姚・蘿・蒂修。(漢 = 漢蒂, 蘿 = 蘿莉)
書面上因伊丹討伐炎龍的功績而成為他個人的所有物。後來，在與伊丹一組同伴們的並肩作戰時，她經常發揮重要的協助功能，特別是在從帝都內拯救遭到囚禁的平娜王女等一行人。

##### 阿爾努斯協同生活組合
加圖·埃·阿爾泰斯坦（聲：長）
住在哥塔村的賢者，被稱為魔導師中的魔導師、戰鬥魔法的大師。蕾萊的老師，阿爾努斯協同生活組合的幹部。平日在教導日本和「帝國」雙方的語言研究生，以及指導小孩子讀書。
有著與年齡及頭銜相稱的風度，不過也常表現出一副好色老頭的不正經模樣而遭到蕾萊的制裁。
編著了名為「赤本」的日文教學本，僅限在阿爾努斯協同生活組合內部流通。
德莉拉（聲：楠田亞衣奈）
在阿爾努斯協同生活組合的餐館工作的獵頭兔族，佛馬爾伯爵家的密探。因蒂尤蕾的策略而將殺害紀子時被柳田所阻止 。之後在上述的原因發誓對柳田效忠，協助自衛隊的諜報戰及特殊作戰群的特殊作戰。
擁有兔種亞人特有的身體能力，特別擅長利用跳躍力的體術，另外因為兔耳而有相當於高性能集音器的聽覺。能夠以劍術應對弓及槍械的能力亦非常出眾。
此外因在阿爾努斯的經驗，兔耳所聽見的對話能夠直接翻譯成日文，特殊作戰群也向她作出「無論如何都要加入部隊」這樣的表示。
迪亞波·索爾·凱薩（聲：梅原裕一郎）
索沙爾的弟弟、平娜的兄長，帝國的第二皇子。與索沙爾不同，是足以被稱秀才的聰明人，但是氣量狹小，曾說出過「如果自己無法在世上留名，那麼帝國跟世界變的怎樣都無所謂」這般偏狹的話語，並有著策士玩弄智謀而為智謀所困的毛病，曾被平娜當面揶揄「索沙爾哥哥不用腦筋，但迪亞波哥哥卻總是想太多」。
是對帝位的野心絲毫不遜於兄長的人物，由於預想到了擁有自衛隊關係的平娜反而距離王位最近的局勢，而有從「門」的另一邊另尋勢力當靠山的想法。在索沙爾的政變中逃出帝都，並潛伏在阿爾努斯。在和中國接觸後共同謀畫綁架蕾萊，做為帝國與日本間的第三勢力而暗中活躍著。然而，在中國出賣以及暴露他的身份和行踪，而反讓他被捕後，蘿莉把他扶植任命成為的阿爾怒斯協同生活組合的「傀儡總督」，以便滿足他個人的私慾野心，並且對他進行無形的監視和軟禁之下(但本人倒是不太有怨言)。
在外傳『黑神的大祭典』篇中已經放棄皇位繼承資格，並正式就任阿爾努斯州民自治会代表一職，但狹隘的性格未見改善，反而害自己在祝賀富田女兒誕生時遭受眾人的白眼，之後為了賠罪與活化阿爾努斯經濟決定以此籌辦祭典，但卻因過度投入預算與遭到破壞而導致生活協同破產的危機；所幸慶典因陰錯陽差地成為成亞神間的棒倒(自衛隊特有的團體搶旗比賽)競賽祭典而大獲成功，迪亞波與生活協同才因此轉危為安。在「門」重新開通後取得日本國籍，並以阿爾努斯州知事的身分進軍日本政界。
梅透梅斯
迪亞波的隨從，相當忠心。在阿爾努斯作為迪亞波的影武者。
加斯頓·諾爾·巴（聲：相馬康一）
阿爾努斯協同生活組合的餐館大廚。料理手藝不差，但有點自私。因為擔心自衛隊從阿爾努斯撤軍後的生計而在蕾萊綁架事件中被迪亞波所利用。
梅雅（聲：西明日香）
女性貓種亞人。在阿爾努斯協同生活組合直營店舗「PX」工作。
因為姚的請求而告訴她「赤本」的存在。由於此本書禁止外流，當姚為了向自衛隊交涉討伐炎龍而懇求梅雅讓出時，梅雅想著：『萬一這算是失職而丟了工作，那仰賴自己工作的家人與同族就糟糕了』，而拒絕轉讓「赤本」給姚。
由於關門事件阿爾努斯受到嚴重破壞，重建期間與朵拉及科爾蒂三人成為蕾萊的手下擔任秘書兼助手工作。
朵拉（聲：Lynn）
擁有狐耳與狐尾的女性狐種亞人。
佛馬爾伯爵家的調解組，與德莉拉一起在阿爾努斯的餐館工作。
沃爾夫
狼人傭兵。在阿爾努斯擔任警備工作。
漫畫版中除了他外，另外有數名包含女性的狼人傭兵登場。
謬蒂·露娜·賽雷斯（聲：Lynn）
女性賽蓮種。外貌與人類相似，但體毛為鳥類的羽毛，身體的各部位也有鳥類特徵。特別擅長精靈魔法，另外還會使用弓箭。性格上相當依賴他人。
最初與族人一起住在遠方的小島，後來因人類男性而離開故鄉，並以傭兵身分加入聯合諸王國軍進攻阿爾努斯。聯合諸王國軍慘敗並潰散後，成為盜賊團的一員參與襲擊伊塔黎卡。在盜賊團遭自衛隊毀滅後，伊丹因收集情報的需要，所挑選的五名俘虜之一。在回到阿爾努斯後獲釋，擔任蘿莉的部下並維護阿爾努斯的治安。主要的工作為護送犯人及犯人交接給警務隊時的記錄。
原為外傳登場，但在漫畫版及動畫版中被安排在伊塔黎卡攻防戰中提前出場，有以風的精靈魔法掩護友軍（盜賊團）的描寫。在阿爾努斯時，同樣也有帶著警務隊（MP）的袖章維護治安的場景。
有著和賽蓮的傳說中相同的歌聲。漫畫版中有因在深夜的浴室歌唱，而造成聽見她歌聲又正在駕駛車輛的自衛官發生相撞事故。

#### 帝國相關角色

##### 「騎士團」成員
帝國皇女平娜・戈・蘭達為團長，分別以紅、白、黄色的薔薇為徽章的三個小隊組成的騎士團。所屬成員大多都是帝國貴族子女，並輔以來自帝國軍的高齡老兵。談和交涉前後有一部分團員為學習日文而以語言研修生的身分駐紮在阿爾努斯。
平娜·戈·蘭達（聲：戶松遙）
「帝國」的三公主。年齡為19歲→20歲，有著艷麗紅髮的美女。皇帝摩爾特的第五個孩子，擁有第十順位的皇位繼承權。在伊塔黎卡防衛戰中很早就了解到自衛隊的戰力，而後擔任和平交涉的仲介。
少女時期因興趣聚集同世代貴族子女進行軍事訓練，組成了現在的騎士團，因此有著較諸皇兄更加豐富與務實的軍事經驗。向部下傳達殘酷的命令也是因做為皇族的義務感更加強烈。信賴伊丹及其做為軍人的能力，另外還充分利用了梨紗的管道。
被在梨紗的房間所看到、日本的「特殊的藝術」所征服，有時也會親自創作（只不過技術很可悲的一直無法向上提升）。
政變後，為了與索沙爾抗衡，皇帝摩爾特任命其為皇太女。在軟禁期間成為被主戰派所辱罵的對象，而後因失望迴避所有與政治相關的事務，直到被夏莉說服而在伊塔黎卡創建了「帝國」正統政府。
外傳中有因尋找男性入贅而引發的騷動，其政治與性格都需為平娜的理想（妄想）的軍人，既為最合適的王夫。實際上可以看出她理想的王夫就是伊丹。在一些動亂中，同時與平娜遇險的伊丹，不但鼓勵她，還從因私心而失控的敵人手上瀟灑的救了她，又見識到伊丹在遊騎兵資格和特殊作戰群中磨練出來的生存能力的平娜，有了某些決定性的想法，之後對伊丹展開了前所未有的大膽行動。
漢蜜敦·伍諾·榮恩（聲：葉山郁美）
隸屬於平娜的騎士團的女性騎士，17歲。在伊塔黎卡和自衛隊交涉時發揮了優秀的能力，做為秘書為平娜工作。她本身在與自衛隊進行接觸和互動後，對伊丹和第三偵查隊的作為感覺十分信賴和可靠。
對平娜的忠誠絲毫不輸給波賽斯，為了在索沙爾的政變後遭到軟禁，且成為索沙爾派元老院議員責難、辱罵對象的平娜，隻身一人前往元老院與所有議員辯論。後來，在伊丹和第三偵查隊的救援作戰中，與平娜公主和摩爾特皇帝同時被其部隊成功順利救出，並且被護送到伊塔黎卡來安置。
波賽斯·戈·芭蕾絲蒂（聲：內山夕實）
芭蕾絲蒂侯爵家的次女，隸屬於平娜的騎士團的女性騎士，18歲。最大的特徵為金色直螺旋卷发（縱向捲髮），有如在法國革命題材的少女漫畫中登場的公主般的女性。對平娜非常忠誠，在其遭到軟禁時，為了援助她魯莽的以單騎進入敵方區域。
因為某些原因和佩妮珠一同被下令攏絡伊丹，但失敗。之後，與為了和平交涉的平娜一同前來日本，在利用地下鐵移動時，害怕會就這樣開進地下墓穴的她緊緊地抓著富田的手臂。與平娜一起見到日本「特殊的藝術」，並由富田陪同與平娜一起前往圖書館尋找。之後逐漸發展交往，並懷上了富田的孩子。
佩妮珠·芙蕾·蓋爾基（聲：澀谷梓希）
蓋爾基男爵家千金。隸屬於平娜的騎士團的女性騎士，19歲。白薔薇隊隊長。為身著男裝的美女，有比波賽斯沉穩的多的性格。
趕往伊塔黎卡援助平娜時，和波賽斯錯將剛簽訂合約的伊丹當做敵人痛打一頓，並將之「俘虜」回伊塔黎卡。隨後平娜為防止合約遭撕毀，而下令兩人攏絡伊丹，但因波賽斯失敗的緣故而未執行。
在阿爾努斯以語言研修生的身分學習日文時，再次被下令攏絡伊丹，但此時與潛入阿爾努斯的迪亞波有了連繫，並在這之後進行幫助他的行動。
布爾菲妲·埃·卡迪（聲：田村睦心）
隸屬於平娜的騎士團的女性騎士，18歲。對平娜的「藝術」毫無興趣，在佩妮珠前往阿爾努斯後接任白薔薇隊隊長。有非常率直的性格。
在政變的動亂中，被追趕的布爾菲妲等人緊張的等待直升機。在她倒下時，感覺到因擔心而抱著她的健軍的男人味（健軍方面，除了救護負傷的我方外沒有其他的感覺）而單方面愛上他。
格雷·戈·奧爾多（聲：山本格）
41歲。光頭男性。經歷多次實戰的騎士，提出確實的建言來輔佐平娜。
騎士團中少數的男性。與伊丹一夥一同行動時，經常提供有幫助的建議。頗有老將的風範。
諾馬·戈·伊格爾（聲：小林裕介）
21歲，侍從武官。比起騎士，更像是貴族的男性。和平娜在伊塔黎卡防衛盜賊，於第二次戰鬥時戰死。
因為聽說「有很多女孩子」才加入騎士團。也因為如此，不像大多數男性成員加入正規軍，而是留在騎士團。
修茜斯·戈·梅諾
隸屬於平娜的騎士團的女性騎士，17歲。駐阿爾努斯語言研修生之一，與易北藩王國國王杜蘭有數面之緣。擅長射箭，於騎士團的競技會上獲得弓術部門優勝。於伊塔黎卡與索沙爾軍展開最終決戰時, 與香堤一起守在皇帝摩爾特的起居室前直至最後一刻，戰死。
香堤·卡夫·瑪蕾亞（聲：大久保瑠美）
隸屬於平娜的騎士團的女性騎士，17歲。性格輕薄。有攏絡伊丹的任務，開始時並不放在心上，後來對成為討伐炎龍的英雄的伊丹抱有好感。之後吹笛男意圖暗殺蕾萊時，因她事前的計策而失敗。於伊塔黎卡與索沙爾軍展開最終決戰時, 與修茜斯一起守在皇帝摩爾特的起居室前至直至最後一刻，戰死。

##### 講和派
摩爾特·索爾·阿烏格斯泰斯（聲：斧篤）
「帝國」的皇帝。老謀深算且雄心勃勃的男性。其兄長原為上任皇帝，而他只是在姪子·卡迪長大成人並接任皇帝前的中繼立場，但之後廢嫡而成為皇帝。
為擴大「帝國」領土而發兵穿過『門』進攻日本。進攻失敗後，反而連阿爾努斯之丘上的『門』都被自衛隊奪走，隨後藉向周邊諸國下令組成聯合諸王國軍與自衛隊作戰，使諸國軍力耗損來確保帝國的優勢地位。
在地震事件時與伊丹一行見面，在目睹對方為救出紀子不惜動武的舉動後冷澈地指出過於愛惜人民乃自衛隊的弱點，不過仍務實地理解「帝國」與日本的差異與差距，索沙爾政變後陷入意識不明的狀態，被伊丹等人拯救後，任命在伊塔黎卡成立正統政府的平娜為皇太女。
與日本協定在『門』再次開通後便退位，但並沒有要放棄實權的打算。
馬克斯（聲：杉崎亮）
在「帝國」擔任內務大臣的伯爵。皇帝摩爾特的心腹，為了帝國與摩爾特，連皇族也只當作道具來利用的冷酷男子。
卡傑爾（聲：堀越富三郎）
「帝國」的名門貴族。爵位為侯爵。元老院的重量級議員，在戰爭初期帝國軍大敗後即為談和而行動著。
索沙爾政變後成為其政權肅清的對象，但被自衛隊救出。
基凱羅·拉·瑪爾特烏斯（聲：赤城進）
「帝國」的名門貴族。元老院的重量級主戰派議員。但被歸類為理性且能溝通的類型。在平娜向他介紹菅原後，得知出兵的親人仍舊活著且被拘留在日本。在外交宴會上見到自衛隊持有的武器的威力後，與其他議員共同為談合而行動著。
索沙爾政變後成為其政權肅清的對象，但被自衛隊救出。
夏莉·杜耶里（聲：日高里菜）
杜耶里家的千金，年齡為12歲。有著在同輩以上的豐富見識，更具備不輸給外交官的優秀手腕。
在外交宴會上向菅原索要珍珠首飾做為禮物後，便對其抱持好感並想與他訂婚，不過事實上只是將之作為復興杜耶里家的捷徑。在日本使節住宿的翡翠宮中被特轄區管所追趕時受菅原幫助，在那之後就真正喜歡上菅原。

##### 主戰派
索沙爾·埃·凱薩（聲：小西克幸）
皇帝摩爾特的長子，平娜同父異母的兄長。自我中心、傲慢且殘酷的人物，盲信帝國的強大而主張與日本繼續作戰。
擁有複雜且充滿缺陷的性格，在看似狂妄自信的外表下有著嚴重的自卑感與神經質，有著凌虐弱者、奴隸來建立自信的惡習。數年前欺騙獵首兔女王蒂尤蕾若獻身為奴就赦免其族人，事後卻食言大肆屠殺，並將一無所知的蒂尤蕾留在身邊隨意玩弄(實際上早已被她知悉並懷恨在心)。
在帝都地震時，因為用鎖鏈拖著被擄日本人的模樣出現在伊丹一行面前，遭到栗林痛毆。一心復仇的他隨一面裝出易於父王與重臣操控的愚蠢王子形象，一面私下拉攏貴族中的少壯派與抗戰派；藉此正式受封太子後，於皇帝在討伐炎龍的祝儀上病倒後以太子監國的名義發動政變。
上台後藉清道夫(帝權擁護委員會)展開肅清與恐怖統治，並採納歸還將官的意見對自衛隊展開手段卑劣的不對稱作戰，卻不知自己早已成為蒂尤蕾利用的傀儡，導致國內情勢更加混亂。稍後因自衛隊的帝都空降作戰與蕾萊的死亡威脅陷入恐慌，而以極狼狽的姿態逃出帝都。在重整旗鼓後與獲得自衛隊支援的帝國正統政府交戰，於不利的戰況下發動了奇襲正統政府所在地伊塔黎卡的作戰，但在決戰中因天變與自身的優柔寡斷敗北，在逃亡前再次遇見了蒂尤蕾並被她刺成重傷，在反擊給予她致命傷後死去。
分別被弟弟迪亞波與妹妹平娜評價為「自以為是聰明人的笨蛋」與「索沙爾哥哥從不思考」的短視人物，雖然在故事中對帝國政治及自衛隊對策上仍有其獨到的觀點，然而其妄自尊大的個性導致其總是選擇粗魯的解決方案。即便如此，在投以信任的人面前也有著不拘小節且豪爽的一面，即使古田為了自己的店面而拒絕成為御廚時也表現得頗為大度。此外，在處置平娜時，似乎也因為念及手足之情而猶豫再三。
動畫版與小說版的造型為金色長髮的日式奇幻風王子，漫畫版的造型為強調短髮、健壯與羅馬帝國軍人風格的裝扮。
波露河斯
「帝國」的將軍。深受部下的信賴但其人單純正直。
最終決戰後做為希密斯特的警備隊長。
艾爾姆·芙蕾·馬尤（聲：小林裕介）
「帝國」的將軍，23歲。前騎士團成員。
隨帝國軍隊一同入侵銀座，但之後反被俘虜，並對此感到無比的屈辱。
由於被俘時的經歷，明白「門」另一邊愛惜人民的特徵，在政變並成為索沙爾親信後，策畫了命人偽裝自衛隊四處燒殺，動員怪異蠻族兵大量村落實行焦土作戰，在向自衛隊求助的難民中埋伏破壞份子等作戰，而被平娜指責拋棄了帝國軍人的尊嚴。
最後在伊塔黎卡的最終決戰中，在與平娜等人的決戰中表現的十分善戰，但仍在敗北後被「帝國」正統政府軍給再一次俘虜。
卡拉斯達（聲：山下誠一郎）
「帝國」的將軍。
在伊塔黎卡的最終決戰中，與平娜等人決戰並敗北的卡拉斯達，認為勝負已分並勸艾爾姆投降。
米托拉
「帝國」的將軍。
波達文（聲：北村謙次）
「帝國」的將軍。伯爵，元老院議員之一。被杜蘭所殺。
艾普珊
隸屬於帝權擁護委員部『特轄區管』。
最後在伊塔黎卡的最終決戰中，與平娜等人決戰並敗北的艾普珊，被波露河斯跟剩餘士兵们所殺
蒂尤蕾（聲：小清水亞美）
獵頭兔族族長。
為保護一族免於全滅而自願成為索沙爾的奴隸，但她並不知道她的國家仍被違約而遭到消滅。在倖存的族人間被稱為賣國求榮的背叛者。
忌妒在自己面前被救出的紀子，憎恨著包括帝國與日本在內的所有人類，為讓所有人陷入戰亂而策畫著，在那之間被古田所吸引。
對於唯一默默聽著自己不幸的古田，有著與他的夢想一起獲得幸福的想法。在伊塔黎卡的最終決戰中，蒂尤蕾再次遇見了索沙爾並將他刺成重傷，但是她受到了索沙爾的反擊並受致命傷，並做著與古田一起開店生活的夢後氣絕。
波魯（聲：小山剛志）
服從於蒂尤蕾的特務。為歐克的混血（混血族），擁有醜陋面貌的男子。
最終決戰時背叛了蒂尤蕾並投靠索沙爾。最後在伊塔黎卡的最終決戰中，與平娜等人決戰並敗北的波魯，被索沙爾道出之所以會攻入獵頭兔族的部落是出至於他的唆使。最後被波露河斯跟剩餘士兵们所殺

##### 伊塔黎卡
米尤·佛馬爾
人類女性，身為佛馬爾伯爵家家主統治著伊塔黎卡及周邊地區，年齡為11歲。三姊妹中最小的妹妹，其父親也就是上一代的佛馬爾伯爵因意外而死亡，兩位姐姐也嫁人，而繼承了佛爾馬家家主一位。
在她的父親突然逝世後，兩位姐姐為取得領地的監護權而起了紛爭，本人則因無力駕馭家臣而導致領地的混亂。在伊塔黎卡遭受實為聯合諸王國軍的殘存部隊的盜賊進攻時，將指揮權讓渡給及時趕到的平娜。而在平娜和自衛隊合力擊退盜賊後，和自衛隊交涉的事項也完全交給平娜。
和年齡相近的夏莉是好朋友，但和早熟且閱歷豐富的夏莉比起來只是普通的孩子。
與父親在漫畫版中被作者半刻意的畫成酷似機動戰士鋼彈中德茲爾·薩比與米妮芭·薩比的模樣。
凱梅（聲：安藤麻吹）
人類女性，佛馬爾伯爵家的女僕長。包辦家中一切大小事務，連同檯面下的處理都能解決的女中豪傑。出身自30年前被帝國攻陷的地方，為俄摩拉的信徒。
對佛馬爾伯爵家家主米尤無比忠誠。曾向伊丹表示即便要毀滅伊塔黎卡，只要不對米尤下手，則做為他的友方與他站在同一陣線。
佩露西亞（聲：潘惠美）
貓種亞人，佛馬爾伯爵家的女僕。喜歡貓耳的倉田第一眼看到她時就喜歡上她。
擅長使用短劍，也因貓種亞人的特性而擅長體術。另外，當倉田分心把目光轉向其他的女性時，就會對其使用必殺的卍字固定技，也精通其他組合技及關節技。
倉田送給她需要自己2年份薪水的短刀（並非只是單純的高級品，也考慮到戰鬥上的使用而包含了現代技術的逸品），這成為了兩人交往相戀的契機。
最後決戰時，身陷窮途末路的絕境下被倉田所救。
封門騒動後持續和倉田交往，對於在伊塔黎卡的絕境下拯救她的倉田抱有強烈的獨占慾。在倉田拍攝水族女性（人魚）時，因忌妒而對他施展了關節技。
奧蕾亞（聲：麻倉桃）
梅杜莎族，佛馬爾伯爵家的女僕。因為其吸取精氣的習性而遭排斥、迫害的亞人種族。被佛馬爾家收留。因為其吸取精氣時會給予對方快樂的感覺，而活躍於不治之症的患者的末期治療。
外貌為相當年幼的女孩。最後決戰時，在上述的能力下救了陷入危機的摩爾特皇帝，外表也成長到約12至14歲的少女。
瑪姆（聲：德井青空）
人類，佛馬爾伯爵家的女僕。擁有極高評價的稱職女僕，在照顧伊丹時，對於無禮的奧蕾亞加以斥責。
瑪米娜（聲：大西沙織）
獵頭兔族，佛馬爾伯爵家的女僕。聽覺靈敏，戰鬥能力強，經常與佩露西亞一起排除入侵宅邸的敵人。對於栗林的戰鬥身影極為讚賞。

##### 帝都黑街
存在於帝都南東門附近的貧民街。自衛隊在此處設置了事務所，進行各種調査並且以低廉的價格推行公益，也向住民或黑幫買取情報。
特殊作戰群開始長期駐紮於黑街事務所後，街上的妓女時不時會引誘在任務中的自衛官。
漫画版為與阿爾努斯、伊塔黎卡並列有大量亞人的地方。
克蘇里、梅杜沙、巴拉馬提、佩沙拉
為黑街各大幫派的頭目及產業的老闆。
其中佩沙拉貪圖金錢而進攻自衛隊的事務所，被自衛隊反擊而失去所有手下，在逃亡時被充滿怨恨的住民給殺害；其他人則記取教訓和自衛隊建立合作關係。
米沙莉（聲：齊藤佑圭）
在黑街工作的翼人種妓女。她周遭的妓女都將她視作大姐一般尊敬。和黑川的交情不錯。
帝都地震後利用妓女的關係網路來收集情報協助自衛隊。
蒂沃爾（聲：種崎敦美）
哈比種的妓女。持有敏銳的感覺，能夠感覺到大地的搖動（地震）。原本故鄉就是在火山地區，因此知道在特區十分稀罕的地震。
在帝都政變期間，與戀人一起離開帝都打算展開新生活，卻不幸遭到帝國放出的怪異襲擊，戀人死亡，自己則偶然被護衛古村崎進行前線採訪的富田一行搭救。
雷托
在番外篇中登場。人類與狼人的混血，領導者。
艾托
在番外篇中登場，副領導者。
夏普斯
在番外篇中登場。

#### 俄摩拉教團神官
富勒姆·俄·法姆
年老而白髮蒼蒼的女性祭司，為擔任阿爾努斯分殿祭司而來到阿爾努斯。妮娜與莫伊的上司。
妮娜·俄·瑪格麗塔
髮型為妹妹頭的栗子色髮色，年齡為18歲的執事。為蘿莉的狂熱粉絲組成的秘密組織『蘿莉時間』的成員。
莫伊·俄·絲萬莉
將頭髮編成辮子，給人非常可愛的感覺的見習神官。外貌和口吻都有如一般的少女，但實際是「偽娘」，伊丹說是個可愛到讓人覺得危險的少年。

#### 過去的人物
於外傳二登場，蘿莉昇神成為亞神前（九百多年以前）認識的過去人物。
蘿莉・俄・麥丘利
昇神成為亞神前的蘿莉，當時僅為見習神官。
梅格爾・俄・絲萬莉
蘿莉的同僚及要好的朋友，後來成為俄摩拉教團大祭司。是莫伊的祖先。
碧姆麗蔻・俄・妗
蘿莉的同僚及要好的朋友。原本是盗賊，後為逃避追捕而加入俄摩拉教團。
赫瓏・俄・盧傑
伊甸王国主要貴族的女兒，同樣也是蘿莉要好的朋友。
貝爾蒂・俄・馮
蘿莉的朋友，使徒梅貝爾・馮的祖先。與蘿莉的命運有莫大關聯的人物。
娜姆妲
當時的俄摩拉教團神官、新人教育教官。

#### 希密斯特
於外傳一登場。
蓋波爾・克拉姆・海波爾
希密斯特的領主。利用兒子阿爾派因的名聲，希望成為格拉斯半島之王而策劃讓阿爾派因將平娜與羅絲一同逮捕並藏匿，以平娜做為王牌來陷害帝國。
阿爾派因
希密斯特領主蓋波爾的兒子。雖然不太會說話，不過本質是個有正義感的好青年。雖然知道自己是做為政治偶像而被父親利用，但本身是發自真心的為人民日夜奔波，在國民之間人氣非常高。
康福德
被稱作黑髮的康福德的男子。阿爾派因的部下。
克雷戴爾
被稱作灰狼的克雷戴爾的狼系亞人。阿爾派因的部下。
斯尼斯多
被稱作智者斯尼斯多的小個頭男子。性格有點下流，摸了海鷗店的女僕的屁股還打了尾鰭。阿爾派因的部下。
肢之知
被稱為銅鏽的肢之知，個擁有青色皮膚的巨漢。阿爾派因的部下。

#### 其他人物
杜蘭（聲：天田益男）
易北藩王國國王。
做為聯合諸王國軍的一員而參與攻擊阿爾努斯的行動，但隨後遭到自衛隊的反擊，聯合諸王國軍遭到毀滅性的打擊，而他也身受失去手腳的重傷。對希望得到自衛隊情報的平娜說出對於「帝國」的憎恨。
之後，由搜索難民及傷患的偵察隊在修道院發現瀕死的杜蘭，並將他移送到阿爾努斯的醫院。
在經過治療後，能以義手、義足行動。在這之間，曾幾度被詢問其身分，但堅決不肯透露自己的身分及姓名。某天和精神異常的杜嘉及思考今後的伊丹相遇，也聽了關於伊丹正苦惱杜嘉的問題。對這樣的伊丹提供了解決問題的方法，同時杜蘭似乎想通了什麼，在醫官到來後表明自己的身分，為了自兒子手裡拿回政權，以鑄造貨幣以外的礦物調查及採掘權為交換，請求自衛隊的協助。
阿爾蓓吉歐・埃・列娜（聲：高垣彩陽）
蕾萊的義姊。有與蕾萊相反的性格，體型也是和蕾萊相反的豐滿身材。基本上很愛護蕾萊。
曾經因為蕾萊在財力及知識及人際關係各方面都比自己優勝之後，一時妒嫉心爆發，而向蕾萊發起戰鬥。
米缪莎・拉・梅爾（聲：平野文）
阿爾蓓吉歐的師傅。與蕾萊的師傅加圖同一門下的同輩師姐弟。是蘿莉在50年前要好的朋友。
吹笛男
殺手。不弄髒自己的手，而是使用特殊的技巧說服一般人，使其殺死目標。
羅絲
襲擊伊丹、平娜、菅原所乘坐的船的女海賊。
羅爾多・夫拉・芭蕾絲蒂侯爵
波賽斯的親生父親。
優艾爾・巴巴林
使徒葛蘭漢姆的眷屬。有著強建體魄的人。自己也認同是葛蘭漢姆的情人。

#### 特區的種族

##### 精靈族
包含黑暗精靈在內的所有廣義上的精靈。
荷多琉·雷·馬爾席（聲：柳田淳一）
高等精靈一族的男性，杜嘉的父親。年齡不詳。在故事開頭，荷多琉與杜嘉等高等精靈族人所居住的村落遭到炎龍的襲擊，在與炎龍的戰鬥中守護杜嘉直到最後一刻。於小說外傳三證實生存，並發現了他女性關係複雜且四處留情的一面(除杜嘉外還有10名左右的子女)。
杜嘉·露娜·馬爾席
巴魯・露娜・馬爾席
番外篇中登場。荷多琉的表兄弟。
克洛伍、梅德、潘恩、洪恩、諾可、嘉姆、賽咪、娜優
與伊丹、杜嘉、蘿莉、蕾萊、姚一同討伐炎龍的黑暗精靈們。
在炎龍的巢穴時，伊丹將武器發給他們，讓他們協助自己。在討伐炎龍時勇敢對敵，但因不熟悉武器而不幸全滅。
姚·蘿·蒂修

##### 特區的眾神
特區有著將信奉的神名加進姓名之中的文化。被稱為「神」的存在是明確且確實的存在，信奉眾神的宗教及教義和地球的宗教教義比起來並沒有什麼不同（除了亞神的存在外，只有極少部分的教團機關不同）。
正神
漢蒂
- 冥府之神

俄摩拉
- 司掌死與斷罪與狂氣與戰鬥之神

茲夫目托
- 司掌光與秩序之神

芙蕾亞
- 太陽神

鄧肯
- 鍛冶之神

露娜麗尤
- 音樂之神

迪爾托多
- 誓約之神

帕拉潘
- 復仇之神

戈摩朵
- 宣誓終生向君主忠誠之神

埃蘭拉
- 學問之神由埃蘭與拉兩人共同擔任，學都倫德爾是從兩人在身為亞神時期建立的私塾演變而成。在特地眾多的信徒會分別把他們兩位之中一位的名字作中間名, 例如蕾萊是拉, 加圖是埃蘭。順帶一提，索沙爾是信奉埃蘭的信徒。

亞神
蘿莉·麥丘利

吉賽兒（聲：佐倉綾音）
冥界之王漢蒂的使徒。龍人族出身。敬稱是「猊下」。
外貌上有如20歲左右的美女，實際年齡超過400歲，是梅貝爾昇神前最年輕的亞神。身穿露出雙肩及肚臍等部位極為暴露的哥德蘿莉洋裝。使用大鐮做為武器。雖然舉止粗野，但其實是認真且守規矩的人。
擁有使役龍群的能力，在自衛隊越過『門』後受漢蒂之命提前喚醒炎龍，並在伊丹一行打倒炎龍後帶領兩頭幼龍現身，意欲殺死伊丹一行並為主上擄回蘿莉，但因為幼龍遭到自衛隊擊殺而狼狽逃跑。
炎龍事件後被主上派去監視庫拉布奴爾的黑霧，並擔任調查團的引路人；而後在閉門騷動蟲獸大舉入侵時率領龍群助戰，協助爭取到了封閉異界門的時間。
事件後以籌建主上神殿的名義滯留阿爾努斯；因為本人稱不上聰明加上主上漢蒂漠不關心的態度而不甚順利，但因為在奠祭、收葬阿爾努斯周邊戰死者時回收了死者身上的金錢而獲得轉機。
摩達·瑪普捷斯
在番外篇中登場。
鍛冶神鄧肯（ダンカン）的使徒。敬稱是「槌下」。
矮人族出身，年齡超過千歲，升神的原因是為蘿莉打造的斧槍受到神的讚賞。雖然升神的時間點晚於蘿莉，但因為年齡與外表較長，所以總是把蘿莉當成可愛的孫女。
瓦爾哈蕾恩
在番外篇中登場。
正體為一片巨大的樹海，需要外出或與人溝通時會結出貌如絕世美女的人形果實作終端。
是由於巨大森林生態系本身生生不息的不死性得到諸神加護而升神，相對的也因沒有信奉的單一主神而有「眾神的使徒」之稱，在亞神中也是特別的存在。敬稱是「樹下」。
葛蘭漢姆·柯迪貢
在番外篇中登場。
太陽神芙蕾亞（フレア）的使徒。妖精族出身，敬稱是「輝下」。
有著七彩繽紛的髮色的美男子，受到廣大女性信徒的愛幕，但本人其實是愛好肌肉壯漢的同性戀者。
梅貝爾·馮
在番外篇中登場。
與蕾萊屬於同年代，最近才由人類昇神成為亞神。光神茲夫目托的使徒。敬稱是「台下」。
其祖先是蘿莉在昇神前的朋友，貝爾蒂・俄・馮，因為家系曾受到光神祝福，擁有以心臟的血管製造魔劍「血劍」的能力，並因亞神的不死之身能頻繁使用。
個性十分有正義感，但因為將門的再開視為危險而與帝國公女蕾蒂共謀與伊丹等人敵對，結果在與蘿莉對戰時遭奪走血劍與心臟。在「SEASON2」再次登場，因為番外篇的失態而久未獲得主神指引，自暴自棄的稱自己「被神所捨棄的不老不死怪異」，不過在連串機緣後成為了主人公德島的同伴，因為失去「血劍」之故，戰鬥時改用在日本餐廳打工時使用的銀色托盤。

### unknown
蟲獸（ちゅうじゅう）
棲息在不同於地球或特區的異世界，有成人大小且形似蟲的怪物。有著螳螂型、蟑螂型等各種不同的種類，數量極多且個體戰鬥能力驚人，只有一擊粉碎蟲獸本身，才能夠停止其行動。

## 用語解說
門
又稱GATE，於東京銀座出現，可自由往來，其門後另一個世界被日本政府稱之為特地，門於20XX年8月突然出現，於銀座中央區6丁目及4丁目交叉口旁，AM11:40門出現，AM11:50門形成，同時，發生「銀座事件」。在肃清从门进攻的异世界军队并在门后建立特地后，日本及各國重視門後的特地所擁有的利益。
銀座事件
20XX年8月門突然出現於銀座，從門中出現像中世紀騎兵等的軍隊，於銀座展開大規模屠殺，事件中導致大量日本民眾的嚴重傷亡和失踪。小說與漫畫版中，自衛隊於事件後五日開始反攻入門內，並於第七天全面確保阿爾努斯週邊的控制權。動畫版於銀座事件後三個月，才開始向特地派兵，並且駐守於門的兩邊。
阿爾努斯山丘
門在特地的所在地，特地居民視此地為聖地，自衛隊奪取門控制權後在此建立軍事基地。
阿爾努斯戰役
緊接於銀座事件後，陸上自衛隊穿越門到另外一個世界之後於阿爾努斯地帶和帝國、諸王國聯合軍進行的一連串攻防戰；由於自衛隊擁有遠距離投射武器以及佔據高地的絕對優勢，自衛隊方面因而取得壓倒性勝利。同時帝國利用此機會趁機削弱諸王國實力以確保帝國軍事力量優勢的穩固。
阿爾努斯協同生活組合
阿爾努斯附近的哥塔村居民因為炎龍襲擊的關係而成為難民，之後在伊丹的幫助下，部份喪失家園的難民定居在阿爾努斯附近建立的臨時難民營，其成員多半是女人、老人和小孩。它的位置後來擴展成為一個小鎮。
伊塔黎卡攻防戰
在阿爾努斯一役之後，諸敗戰國的散兵組成強盜集團，趁機在伊塔黎卡防衛空虛時偷襲進攻，不敵正規軍的民兵原本快要堅持不下；然而、在伊丹一行人以及第四戰鬥團的及時增援下，情勢扭轉而反敗為勝，伊塔黎卡而因此避免淪陷於盜匪之手。後來伊塔黎卡的人事物，幾乎都成為了自衛隊的忠誠擁護者。
神官及使徒
是地方居民們的信仰向心點，深受居民喜愛，使徒中其中一人協助主角的小隊度過炎龍危機。
帝國
屬於特區內最強的國家，服裝及建築風格等類似古羅馬，政治類似羅馬帝國。有許多附屬於帝國的國家，各有兵權。
其武裝部隊是銀座事件的主要元兇。但因以遠遠不及自衛隊武力的古代冷兵器為主要武裝，對於以現代科技與熱兵器為主要武裝的自衛隊毫無抗衡之力。
阿爾努斯屯駐地
自衛隊所屬，形狀是以門為中心的正六芒星型稜堡（菱堡），防衛戒備森嚴，光是路口就有反戰車的反戰車障礙，混凝土牆，防爆沙牆，機槍碉堡，壕溝，蛇腹型鐵絲網，哨兵據點等等，內部有作戰指揮部、地下化防空掩體、野戰醫院、彈藥庫、燃料庫、餐廳、偵訊室、官兵宿舍等設施，所有對特區的武器，兵力都於此，其後由於機場建設完成，航空自衛隊（空自）的F-4EJ改戰鬥機,運輸機和直升機開始進駐（由於大部分的空中載具體積過大無法直接運輸過來,只能將零件運過來後再重新組裝）。
元老院
类似古羅馬的元老院、輔佐帝國皇帝行使帝國的政權。元老院之長老、議員基本由帝國的各路貴族擔任。
樞密院
目前不清楚其職責，依據參考，可能是政府中監察的職責。

## 使用裝備
※若沒有特別說明，則動畫版跟漫畫版與小說版都有使用，但仍以動畫版為主。

### 自衛隊
由於新式步槍（89式步槍）口徑5.56對於盾牌穿透力不夠，也無法射殺大型獸人，所以大部份自衛隊員裝備口徑7.62的64式步槍（除空降部隊主要裝備89式步槍）
同時因為有可能會有拋下裝備撤退回到日本的疑慮，自衛隊主要使用的車輛裝備多為冷戰時期的產物。
服裝裝備
- 迷彩服（動畫版為虛構的戰鬥服四型，漫畫和小說則是迷彩服3型）
- 二型防彈背心
- 88式鋼盔
- 降落傘
- AN/PVS-14
- ACOG瞄準鏡
- 全像瞄準鏡

槍械彈砲類
手槍類
- 9mm手槍
- 新南部M60轉輪手槍（動畫第一集，警察將騎乘飛龍的帝國軍射下來）
- 21.5mm信號槍
- PMM手槍（於小說、漫畫版及動畫版第10話被伊丹一行人所繳獲）
- PB消音手槍（於漫畫版第23話被伊丹一行人所繳獲）
- FN Five-seveN Mk2（於漫畫版第23話被伊丹一行人所繳獲）
- 春田XDM（於漫畫版第23話被伊丹一行人所繳獲）
- 貝瑞塔BU9 Nano（於漫畫版第23話被伊丹一行人所繳獲，於第32話再度登場）

霰彈槍類
- Kel-Tec KSG（於漫畫版第32話被特殊作戰群隊員所使用）
- 水平排列式雙管霰彈槍（外傳篇）

衝鋒槍類
- B&T MP9N（於漫畫版第23話被伊丹一行人所繳獲）
- HK MP7A2（於漫畫版第23話及動畫版第10話被伊丹一行人所繳獲，也於漫畫版第32話被特殊作戰群隊員所使用）
- FN P90 TR（於漫畫版第23話被伊丹一行人所繳獲）

突擊步槍類
- 64式步槍
- 64式步槍連刺刀
- 89式步槍
- 89式步槍連多用途刺刀（漫畫版）
- M4A1（被特殊作戰群所使用）
- HK416（被特殊作戰群所使用）
- KAC PDW（於漫畫版第23話被伊丹一行人所繳獲）
- 馬格普PDR（於漫畫版第23話被伊丹一行人所繳獲，於第32話再度登場）

狙擊步槍類
- M24A2狙擊槍
- M107A1狙擊槍（小說中被特殊作戰群使用）
- HK417A2狙擊槍（動畫版中被特殊作戰群所使用）

機槍類
- FN Minimi Mk3輕機槍
- M240E6機槍
- M2QCB重機槍
- GAU-17/A重機槍
- GAU-19/B重機槍（外傳篇）
- JM61-M重機槍（人力操作版本）

榴彈類
- 豐和96式40毫米自動榴彈發射器（漫畫版）
- 06式槍榴彈（日语：06式小銃てき弾）
- M203A2下掛式榴彈發射器

手榴彈
- M26手榴彈
- 閃光彈

炸藥類
- M18A1人員殺傷雷
- C4炸藥

飛彈火箭類
※指單獨的引導武器
- 鐵拳3反坦克飛彈
- 九頭蛇70航空火箭彈
- BGM-71H拖式飛彈
- AIM-7P麻雀中程空對空飛彈
- AIM-9X響尾蛇短程空對空飛彈
- AIM-120C7中程空對空飛彈

航空炸彈類
- GBU-24導引炸彈
- GBU-27導引炸彈
- Mk 84空投炸彈
- 凝固汽油彈

迫砲類
- L16迫擊砲（動畫版）
- M29迫擊砲（英语：M29 mortar）（漫畫版）

火炮類
- FH70榴彈炮（英语：FH70）（架設於阿爾努斯基地防線上）
- MK-15 Block 1B（英语：Counter Rocket, Artillery, and Mortar）（陸地版本，架設於阿爾努斯基地城牆上）
- GDF-005高射炮（漫畫版第115話）
- VADS-1防空炮（漫畫版第115話）
- JM61R-MS艦載防空炮（外傳篇）

裝甲類
履甲車類
- 74式戰車E型
- 74式戰車G型TUSK（特區改裝版，加上美國援助的戰車城市生存套件）
- 90式戰車(漫畫版)
- 10式戰車(漫畫版)
- 75式自走榴彈砲
- 87式自走高射砲
- M42自走高射炮
- M270多管火箭系統
- 75式多管火箭系統（漫畫版第115話）
- 60式裝甲運兵車
- 73式裝甲運兵車
- 78式戰車回收車
- 挖掘機

甲車類
- 輕裝甲機動車
- 高機動車
- 三菱73式吉普車
- 73式中型卡車
- 82式指揮通信車（日语：82式指揮通信車）
- 87式偵察警戒車（漫畫版116話）
- 96式裝甲運兵車
- 機動戰鬥車（漫畫版第48話）
- 70式自走浮橋車（日语：70式自走浮橋）（漫畫版）
- 92式自走浮橋車（日语：92式浮橋）（漫畫版）
- 偵察機車（日语：偵察用オートバイ）
- 救難消防車（英语：Oshkosh Striker）
- 全地形反雷步兵車（英语：Oshkosh M-ATV）（漫畫版中美國援助車輛）
- MRAP（漫畫版中美國援助車輛）

航空器
直升機
- AH-1S
- AH-64D（漫畫版第1話）
- SH-60K海鷹（日语：SH-60K (航空機)）（漫畫版第48話）
- 川崎OH-1
- OH-6D（漫畫版）
- UH-1
- CH-47直升機
- CV-22魚鷹（漫畫版第48話）
- CH-53E直升機（漫畫版第48話）
- UH-60（漫畫版第48話）
- SH-60（漫畫版第48話）

戰機
- F-4EJ戰鬥機

支援機
- RF-4EJ偵查機
- E-2D預警機

運輸機
- C-1運輸機（動畫版第二季第10集尾段出現）
- C-130H運輸機
- C90GTi（英语：Beechcraft King Air）

無人飛行載具
- RQ-4全球鷹（漫畫版第48話）

### 警方（機動隊）
服裝裝備
- 防暴盾
- 刺又（日语：刺又）

槍械彈砲類
手槍類
- S&W M37
- 新南部M60
- S&W M3913

霰彈槍類
- 伊薩卡37
- 雷明登870霰彈槍

衝鋒槍類
- MP5A5衝鋒槍

榴彈類
- ガス筒発射器2型（目前無暫定中文譯名）
- FN 303鎮暴槍

車輛
- 大型輸送車（日语：人員輸送車）
- 鎮暴水車

直升機
- 貝爾430（英语：Bell 430）

### 其他
手槍類
- PMM手槍（於小說及動畫版第10話被中央情報局準軍事小隊人員所使用）
- PB消音手槍
- SIG P239（於小說版被中央情報局準軍事小隊人員海德格爾所使用）
- FN Five-seveN Mk2
- 春田XDM（於漫畫版第22話被中央情報局準軍事小隊人員所使用）
- 貝瑞塔BU9 Nano

霰彈槍類
- Kel-Tec KSG（於漫畫版第22話被中央情報局準軍事小隊人員所使用）

衝鋒槍類
- HK MP5SD3（於小說版被中央情報局準軍事小隊人員所使用）
- B&T APC9（於漫畫版第21話被俄羅斯對外情報局特工所使用）
- B&T MP9（於漫畫版第22話被俄羅斯對外情報局特工所使用）
- HK MP7A2（於漫畫版第22話被中央情報局準軍事小隊人員所使用，動畫版第10話由俄羅斯對外情報局特工所使用）
- FN P90 TR（於漫畫版第21、22話被俄羅斯對外情報局特工所使用）
- vz.82（於動畫版第10話被中國國安局特工所使用）
- 卡爾·古斯塔夫M/45（於漫畫版第22話被中國國安局特工所使用）
- KRISS Vector K10（於漫畫版第22話被中國國安局特工所使用）
- HK MP5K PDW（於漫畫版第22話被中國國安局特工所使用）

突擊步槍類
- KAC PDW（於漫畫版第21、22話及動畫版第10話被中央情報局準軍事小隊人員所使用）
- 馬格普PDR（於漫畫版第21、22話被中央情報局準軍事小隊人員所使用）

## 出版書籍

### 單行本版
| 集數            | AlphaPolis | AlphaPolis              | AlphaPolis     | AlphaPolis             |
| 集數            | 日文標題   | 中文標題                | 發售日期       | ISBN                   |
| --------------- | ---------- | ----------------------- | -------------- | ---------------------- |
| 1               |            | 接觸篇                  | 2010年4月12日  | ISBN 978-4434142352    |
| 2               |            | 炎龍篇                  | 2010年8月8日   | ISBN 978-4434147630    |
| 3               |            | 動亂篇                  | 2010年12月24日 | ISBN 978-4434152542    |
| 4               |            | 總撃篇                  | 2011年6月30日  | ISBN 978-4434157202    |
| 5               |            | 冥門篇                  | 2012年1月5日   | ISBN 978-4434162381    |
| 外傳            |            |                         |                |                        |
| 6               |            | 外傳 南海漂流篇         | 2012年10月10日 | ISBN 978-4434171291    |
| 7               |            | 外傳貳 黑神大祭典篇     | 2013年8月8日   | ISBN 978-4434181733    |
| 8               |            | 外傳參 黃昏龍騎士傳說篇 | 2014年4月30日  | ISBN 978-4434191206    |
| 9               |            | 外傳肆 白銀晶姬篇       | 2014年12月30日 | ISBN 978-4434200854    |
| 10              |            | 外傳+ 特地迷宮攻略篇    | 2015年7月3日   | ISBN 978-4434207426    |
| SEASON2         |            |                         |                |                        |
| 11              |            | 拔錨篇                  | 2017年8月8日   | ISBN 978-4434236167    |
| 12              |            | 謀濤篇                  | 2018年5月5日   | ISBN 978-4434245756    |
| 13              |            | 熱走篇                  | 2019年1月31日  | ISBN 978-4434255984    |
| 14              |            | 漲望篇                  | 2019年12月3日  | ISBN 978-4434267918    |
| 15              |            | 回天篇                  | 2021年11月30日 | ISBN 978-4-434-28126-6 |
| 0 -zero- (前傳) |            |                         |                |                        |
| 16              |            | 前篇                    | 2021年12月31日 | ISBN 978-4-434-29725-0 |
| 17              |            | 后篇                    | 2022年8月31日  | ISBN 978-4-434-30751-5 |

### 文庫版
| 卷數    | 標題                          | 發售日期       | ISBN                          |
| ------- | ----------------------------- | -------------- | ----------------------------- |
| 1       |                               | 2012年12月19日 | ISBN 978-4-434-17474-2 （上） |
| 1       | ISBN 978-4-434-17475-9 （下） | 2012年12月19日 |                               |
| 2       |                               | 2013年3月22日  | ISBN 978-4-434-17702-6 （上） |
| 2       | ISBN 978-4-434-17703-3 （下） | 2013年3月22日  |                               |
| 3       |                               | 2013年6月26日  | ISBN 978-4-434-17937-2 （上） |
| 3       | ISBN 978-4-434-17938-9 （下） | 2013年6月26日  |                               |
| 4       |                               | 2013年9月24日  | ISBN 978-4-434-18239-6 （上） |
| 4       | ISBN 978-4-434-18240-2 （下） | 2013年9月24日  |                               |
| 5       |                               | 2013年12月17日 | ISBN 978-4-434-18575-5 （上） |
| 5       | ISBN 978-4-434-18576-2 （下） | 2013年12月17日 |                               |
| 外傳    |                               |                |                               |
| 1       |                               | 2014年12月24日 | ISBN 978-4-434-19944-8 （上） |
| 1       | ISBN 978-4-434-19945-5 （下） | 2014年12月24日 |                               |
| 2       |                               | 2015年3月26日  | ISBN 978-4-434-20300-8 （上） |
| 2       | ISBN 978-4-434-20301-5 （下） | 2015年3月26日  |                               |
| 3       |                               | 2015年6月25日  | ISBN 978-4-434-20647-4 （上） |
| 3       | ISBN 978-4-434-20648-1 （下） | 2015年6月25日  |                               |
| 4       |                               | 2015年12月1日  | ISBN 978-4-434-21294-9 （上） |
| 4       | ISBN 978-4-434-21295-6 （下） | 2015年12月1日  |                               |
| 5       |                               | 2016年3月1日   | ISBN 978-4-434-21753-1 （上） |
| 5       | ISBN 978-4-434-21754-8 （下） | 2016年3月1日   |                               |
| SEASON2 |                               |                |                               |
| 1       |                               | 2020年12月4日  | ISBN 978-4-434-28114-3（上）  |
| 1       | ISBN 978-4-434-28115-0（下）  | 2020年12月4日  |                               |
| 2       |                               | 2021年6月4日   | ISBN 978-4-434-28858-6（上）  |
| 2       | ISBN 978-4-434-28859-3（下）  | 2021年6月4日   |                               |
| 3       |                               | 2021年10月31日 | ISBN 978-4-434-29482-2（上）  |
| 3       | ISBN 978-4-434-29483-9（下）  | 2021年10月31日 |                               |
| 4       |                               | 2022年3月31日  | ISBN 978-4-434-30058-5（上）  |
| 4       | ISBN 978-4-434-30059-2（下）  | 2022年3月31日  |                               |
| 5       |                               | 2022年9月30日  | ISBN 978-4-434-30727-0（上）  |
| 5       | ISBN 978-4-434-30728-7（下）  | 2022年9月30日  |                               |

### 漫畫版
，由竿尾悟作畫，每月30日更新一話。
| 集數 | AlphaPolis     | AlphaPolis             | 長鴻出版社    | 長鴻出版社             |
| 集數 | 發行日期       | ISBN                   | 發行日期      | ISBN                   |
| ---- | -------------- | ---------------------- | ------------- | ---------------------- |
| 1    | 2012年6月25日  | ISBN 978-4-434-16703-4 | 2024年1月29日 | ISBN 978-626-008-447-9 |
| 2    | 2013年1月31日  | ISBN 978-4-434-17468-1 | 2024年1月29日 | ISBN 978-626-008-448-6 |
| 3    | 2013年7月2日   | ISBN 978-4-434-18048-4 | 2024年5月31日 | ISBN 978-626-008-849-1 |
| 4    | 2014年4月30日  | ISBN 978-4-434-19017-9 | 2024年5月31日 | ISBN 978-626-008-850-7 |
| 5    | 2014年9月30日  | ISBN 978-4-434-19601-0 |               |                        |
| 6    | 2015年3月31日  | ISBN 978-4-434-20299-5 |               |                        |
| 7    | 2015年6月25日  | ISBN 978-4-434-20675-7 |               |                        |
| 8    | 2015年12月25日 | ISBN 978-4-434-21300-7 |               |                        |
| 9    | 2016年6月28日  | ISBN 978-4-434-21993-1 |               |                        |
| 10   | 2016年12月21日 | ISBN 978-443-422649-6  |               |                        |
| 11   | 2017年4月30日  | ISBN 978-443-423144-5  |               |                        |
| 12   | 2017年12月20日 | ISBN 978-443-423969-4  |               |                        |
| 13   | 2018年6月1日   | ISBN 978-443-424676-0  |               |                        |
| 14   | 2018年12月30日 | ISBN 978-443-425368-3  |               |                        |
| 15   | 2019年6月30日  | ISBN 978-443-426031-5  |               |                        |
| 16   | 2019年12月30日 | ISBN 978-443-426776-5  |               |                        |
| 17   | 2020年6月30日  | ISBN 978-443-427533-3  |               |                        |
| 18   | 2020年12月30日 | ISBN 978-443-428254-6  |               |                        |
| 19   | 2021年6月30日  | ISBN 978-443-429010-7  |               |                        |
| 20   | 2021年12月30日 | ISBN 978-4-434-29735-9 |               |                        |
| 21   | 2022年6月30日  | ISBN 978-4-434-30460-6 |               |                        |
| 22   | 2022年12月19日 | ISBN 978-4-434-31352-3 |               |                        |

### 外傳漫畫
《GATE - 由The Starry Heavens呈现》
由阿倍野茶子作畫，每月的第三個星期四更新。為IF線，講述假設門開啓後帝國未引發「銀座事件」後本作的三位女主角（杜嘉、蕾萊和蘿莉）來到日本組成偶像團體「The Starry Heavens」的故事。
| 1 | 2015年12月25日 | ISBN 978-4-434-21280-2 |
| 2 | 2016年6月28日  | ISBN 978-4-434-22000-5 |

《GATE：帝國薔薇騎士團 - 平娜·戈·蘭達的14歲》（ゲート 帝國の薔薇騎士団 ピニャ・コ・ラーダ14歳）
由作畫，每月的第一個星期四更新。為基於原作《外伝+ 特地迷宮攻略編》中的篇章「帝國薔薇騎士團 - 平娜·戈·蘭達篇」前傳。
| 1 | 2015年12月25日 | ISBN 978-4-434-21279-6 |
| 2 | 2016年6月28日  | ISBN 978-4-434-21999-3 |

《GATE! 四格！》（げーと! よんコマ）
由九韻寺51號作畫，每月的第二個星期四更新，先暫停連載中。為原作中的搞笑延伸四格漫畫。
《Mei☆Kon》（めい☆コン）
由智作畫，每月的第四個星期四更新。為原作中的同人作品《Mei☆Kon》的漫畫化作品。
| 1 | 2015年12月25日 | ISBN 978-4-434-21276-5 |

## 電視動畫
第一期在2015年7月4日於TOKYO MX播出，全12話。第二期於2016年1月8日播出，全12話。

### 製作人員
- 原作：柳内巧（Alpha Light文庫（日语：アルファポリス））
- 原作插畫：Daisuke Izuka、黒獅子（文庫版）
- 導演：京極尚彥
- 系列構成：浦畑達彦
- 角色設計、總作畫監督：中井準
- 設定協力: 細越裕治
- 動作・特效作畫監督: 松本顕吾
- 武器設定・武器・兵器作畫監督：青木悠
- 軍事監修：鈴木貴昭、金子賢一、Mr.B
- 美術設定：高橋武之
- 美術監督：高橋麻穂
- 色彩設計：茂木孝浩、油谷ゆみ（第2期）
- 攝影監督：岡崎正春
- CG總監：野間祐介
- 3DCG製作人：井野元英二
- 攝影監督：木村俊也
- 編集: 今井大介
- 音響監督：長崎行男（日语：長崎行男）
- 音樂：藤澤慶昌（日语：藤澤慶昌）
- 音樂製作: 小島剛
- 製片人：中山信宏、太田鉄平、大澤信博
- 動畫製片人：清田穣二
- 製片：GENCO
- 動畫製作：A-1 Pictures
- 製作：GATE製作委員會（日本華納兄弟娛樂、AlphaPolis、萬代南夢宮娛樂、SHOWGATE（日语：ショウゲート）、KlockWorx（日语：クロックワークス）、GENCO）

### 主題曲
第一期
片頭曲《〜》
塡詞、作曲：岸田，編曲、主唱：岸田教團&THE明星Rockets
片尾曲
塡詞、作曲、編曲：山田高弘，主唱：杜嘉、蕾萊、蘿莉（金元壽子、東山奈央、種田梨沙）
第二期
片頭曲《〜》
塡詞、作曲：岸田，編曲、主唱：岸田教團&THE明星Rockets
片尾曲
塡詞、作曲、編曲：山田高弘，主唱：杜嘉、蕾萊、蘿莉（金元壽子、東山奈央、種田梨沙）

### 各話列表
| 篇章   | 話數   | 日文標題 | 中文標題           | 劇本     | 分鏡              | 演出       | 作畫監督                                   |
| 第一期 | 第一期 | 第一期   | 第一期             | 第一期   | 第一期            | 第一期     | 第一期                                     |
| ------ | ------ | -------- | ------------------ | -------- | ----------------- | ---------- | ------------------------------------------ |
| 接觸篇 | 第1話  |          | 自衛隊，前往異世界 | 浦畑達彥 | 京極尚彥          | 京極尚彥   | 中井準                                     |
| 接觸篇 | 第2話  |          | 兩個軍勢           | 浦畑達彥 | 近藤信宏          | 安藤良     | 黑田結花、亘沙結花                         |
| 接觸篇 | 第3話  |          | 炎龍               | 浦畑達彥 | 河合滋樹 京極尚彥 | 河合滋樹   | 須藤智子、豬口美緒                         |
| 接觸篇 | 第4話  |          | 前往未知之地       | 浦畑達彥 | 京極尚彥          | 馬川奈央   | 松本昌子、加藤里香                         |
| 接觸篇 | 第5話  |          | 伊塔黎卡攻防戰     | 砂山藏澄 | 田口智久          | 安藤尚也   | 板倉喜代美、山崎輝彥                       |
| 接觸篇 | 第6話  |          | 女武神的騎行       | 鈴木貴昭 | 安藤良            | 安藤良     | 細越裕治                                   |
| 接觸篇 | 第7話  |          | 公主的決斷         | 砂山藏澄 | 藤澤俊幸          | 河野亞矢子 | 中原清隆、齋藤大輔 丸山祥子、柴田健兒      |
| 接觸篇 | 第8話  |          | 門另一側的日本     | 砂山藏澄 | 伊藤智彥          | 石井俊匡   | 寺田祐一                                   |
| 接觸篇 | 第9話  |          | 箱根山中夜戰       | 鈴木貴昭 | 河合滋樹          | 河合滋樹   | 米澤優                                     |
| 接觸篇 | 第10話 |          | 絕望與希望         | 浦畑達彥 | 京極尚彥          | 京極尚彥   | 波部崇、市川敬三 豬口美緒、亘沙結花 米澤優 |
| 炎龍篇 | 第11話 |          | 來訪者             | 砂山藏澄 | 藤澤俊幸          | 南川達馬   | 齋藤溫子、飯飼一幸                         |
| 炎龍篇 | 第12話 |          | 伊丹的話           | 浦畑達彥 | 京極尚彥 安藤尚也 | 安藤尚也   | 小林理、細越裕治 寺田祐一                  |
| 第二期 |        |          |                    |          |                   |            |                                            |
| 炎龍篇 | 第13話 |          | 開宴               | 浦畑達彥 | 安藤良            | 安藤良     | 豬口美緒、寺田祐一                         |
| 炎龍篇 | 第14話 |          | 帝都激震           | 砂山藏澄 | 京田知己          | 伊藤祐毅   | 米澤優                                     |
| 炎龍篇 | 第15話 |          | 杜嘉·露娜·馬爾席   | 砂山藏澄 | 京極尚彥          | 河野亞矢子 | 井關修一、小林理                           |
| 炎龍篇 | 第16話 |          | 再遇炎龍           | 鈴木貴昭 | 河合滋樹          | 河合滋樹   | 朝井聖子、市川敬三                         |
| 炎龍篇 | 第17話 |          | 決戰               | 浦畑達彥 | 藤澤俊幸          | 大久保朋   | 細越裕治                                   |
| 炎龍篇 | 第18話 |          | 魔法都市倫德爾     | 浦畑達彥 | 京極尚彥          | 京極尚彥   | 豬口美緒、寺田祐一                         |
| 動亂篇 | 第19話 |          | 危險的姐妹         | 砂山藏澄 | 安藤良            | 安藤良     | 米澤優                                     |
| 動亂篇 | 第20話 |          | 戀人               | 砂山藏澄 | 藤澤俊幸          | 淺見松雄   | 北島勇樹、富澤和雄                         |
| 動亂篇 | 第21話 |          | 死線               | 浦畑達彥 | 古田丈司          | 河野亞矢子 | 齊藤雅和、津雄建德 成松義人                |
| 動亂篇 | 第22話 |          | 穿著奴隸服的皇女   | 砂山藏澄 | 河合滋樹          | 河合滋樹   | 小林理、朝井聖子 佐藤道夫                  |
| 動亂篇 | 第23話 |          | 空降作戰           | 鈴木貴昭 | 藤澤俊幸          | 京極尚彥   | 波部崇、市川敬三 細越裕治                  |
| 動亂篇 | 第24話 |          | 如斯的戰鬥         | 浦畑達彥 | 京極尚彦          | 安藤良     | 米澤優、猪口美緒                           |

### BD/DVD
| 卷數 | 篇章       | 發售日期       | 收錄話數        | 規格編號   | 規格編號   |
| 卷數 | 篇章       | 發售日期       | 收錄話數        | BD初回版   | DVD初回版  |
| ---- | ---------- | -------------- | --------------- | ---------- | ---------- |
| 1    | 接觸篇 I   | 2015年9月30日  | 第1話 - 第2話   | 1000580129 | 1000580145 |
| 2    | 接觸篇 II  | 2015年10月28日 | 第3話 - 第4話   | 1000580140 | 1000580146 |
| 3    | 接觸篇 III | 2015年11月25日 | 第5話 - 第6話   | 1000580141 | 1000580147 |
| 4    | 接觸篇 IV  | 2015年12月23日 | 第7話 - 第8話   | 1000580142 | 1000580148 |
| 5    | 接觸篇 V   | 2016年1月27日  | 第9話 - 第10話  | 1000580143 | 1000580149 |
| 6    | 炎龍篇 I   | 2016年2月24日  | 第11話 - 第12話 | 1000580144 | 1000580150 |
| 7    | 炎龍篇 II  | 2016年3月23日  | 第13話 - 第14話 | 1000594830 | 1000594937 |
| 8    | 炎龍篇 III | 2016年4月27日  | 第15話 - 第16話 | 1000594867 | 1000594938 |
| 9    | 炎龍篇 IV  | 2016年5月25日  | 第17話 - 第18話 | 1000594868 | 1000594939 |
| 10   | 動亂篇 I   | 2016年6月22日  | 第19話 - 第20話 | 1000594869 | 1000594940 |
| 11   | 動亂篇 II  | 2016年7月27日  | 第21話 - 第22話 | 1000594870 | 1000594941 |
| 12   | 動亂篇 III | 2016年8月24日  | 第23話 - 第24話 | 1000594936 | 1000594942 |

### 播放電視台
日本深夜動畫：下文記載的日本国内播放時間使用日本標準時間（UTC+9）表示。因為部分時間标识會採用30小时制，因此請留意这类超过24:00的时间，其實際播放時間為翌日清晨。
| 播放地區   | 播放電視台   | 播放日期                      | 播放時間（UTC+9）         | 所屬聯播網 | 備註          |
| 第1期      | 第1期        | 第1期                         | 第1期                     | 第1期      | 第1期         |
| ---------- | ------------ | ----------------------------- | ------------------------- | ---------- | ------------- |
| 東京都     | TOKYO MX     | 2015年7月3日－9月19日         | 星期五 24時30分－25時00分 | 獨立局     |               |
| 愛知縣     | 愛知電視台   | 2015年7月7日－9月22日         | 星期二 25時35分－26時05分 | 東京電視網 |               |
| 近畿廣域圈 | 每日放送     | 2015年7月7日－9月22日         | 星期二 26時30分－27時00分 | 日本新聞網 | 動畫特區第1部 |
| 日本全國   | 萬代頻道     | 2015年7月8日－9月23日         | 星期三 12時00分 更新      | 網路電視   |               |
| 日本全國   | NICONICO頻道 | 2015年7月8日－9月23日         | 星期三 12時00分 更新      | 網路電視   |               |
| 日本全國   | NICONICO直播 | 2015年7月8日－9月23日         | 星期三 25時00分－25時30分 | 網路電視   |               |
| 日本全國   | BS11         | 2015年7月10日－9月25日        | 星期五 24時30分－25時00分 | 衛星電視   | ANIME+節目    |
| 日本全國   | AT-X         | 2015年7月11日－9月26日        | 星期六 24時30分－25時00分 | 衛星電視   | 有重播        |
| 日本全國   | Channel NECO | 2015年10月30日－2016年1月22日 | 星期五 18時00分－18時30分 | 衛星電視   | 有重播        |
| 第2期      |              |                               |                           |            |               |
| 東京都     | TOKYO MX     | 2016年1月8日－3月25日         | 星期五 25時05分－25時35分 | 獨立局     |               |
| 愛知縣     | 愛知電視台   | 2016年1月9日－3月26日         | 星期六 25時50分－26時20分 | 東京電視網 |               |
| 近畿廣域圈 | 每日放送     | 2016年1月12日－3月29日        | 星期二 27時30分－28時00分 | 日本新聞網 | 動畫特區第3部 |
| 日本全國   | 萬代頻道     | 2016年1月13日－3月30日        | 星期三 12時00分 更新      | 網路電視   |               |
| 日本全國   | NICONICO頻道 | 2016年1月13日－3月30日        | 星期三 12時00分 更新      | 網路電視   |               |
| 日本全國   | AT-X         | 2016年1月13日－3月30日        | 星期三 23時30分－24時00分 | 衛星電視   | 有重播        |
| 日本全國   | NICONICO直播 | 2016年1月13日－3月30日        | 星期三 24時00分－24時30分 | 網路電視   |               |
| 日本全國   | BS11         | 2016年1月15日－4月1日         | 星期五 24時30分－25時00分 | 衛星電視   | ANIME+節目    |
| 日本全國   | Channel NECO | 2016年1月29日－               | 星期五 18時00分－18時30分 | 衛星電視   | 有重播        |

## 遊戲
GATE Brave Scramble（GATE ブレイブスクランブル）
平台：Android/iOS
製作公司：萬代南夢宮娛樂
推出日期：2016年

## 外部連結
- （日語）自衛隊 彼の地にて、斯く戦えり (Arcadia)（页面存档备份，存于）
- （日語）アルファポリスの著者情報（柳内たくみ）（页面存档备份，存于）
- （日語）官方宣传片（页面存档备份，存于）
- （日語）コミカライズ版の掲載ページ
- （日語）原作官方網站（页面存档备份，存于）
- （日語）電視動畫《奇幻自衛隊》官方網站（页面存档备份，存于）